# CXCR4
CXCR4 (англ. C-X-C motif chemokine receptor 4) – білок, який кодується однойменним геном, розташованим у людей на короткому плечі 2-ї хромосоми. Довжина поліпептидного ланцюга білка становить 352 амінокислот, а молекулярна маса — 39 746.
| 10         |  | 20         |  | 30         |  | 40         |  | 50         |
| ---------- |  | ---------- |  | ---------- |  | ---------- |  | ---------- |
| MEGISIYTSD |  | NYTEEMGSGD |  | YDSMKEPCFR |  | EENANFNKIF |  | LPTIYSIIFL |
| TGIVGNGLVI |  | LVMGYQKKLR |  | SMTDKYRLHL |  | SVADLLFVIT |  | LPFWAVDAVA |
| NWYFGNFLCK |  | AVHVIYTVNL |  | YSSVLILAFI |  | SLDRYLAIVH |  | ATNSQRPRKL |
| LAEKVVYVGV |  | WIPALLLTIP |  | DFIFANVSEA |  | DDRYICDRFY |  | PNDLWVVVFQ |
| FQHIMVGLIL |  | PGIVILSCYC |  | IIISKLSHSK |  | GHQKRKALKT |  | TVILILAFFA |
| CWLPYYIGIS |  | IDSFILLEII |  | KQGCEFENTV |  | HKWISITEAL |  | AFFHCCLNPI |
| LYAFLGAKFK |  | TSAQHALTSV |  | SRGSSLKILS |  | KGKRGGHSSV |  | STESESSSFH |
| SS         |  |            |  |            |  |            |  |            |

A: Аланін

C: Цистеїн

D: Аспарагінова кислота

E: Глутамінова кислота

F: Фенілаланін

G: Гліцин

H: Гістидин

I: Ізолейцин

K: Лізин

L: Лейцин

M: Метіонін

N: Аспарагін

P: Пролін

Q: Глутамін

R: Аргінін

S: Серин

T: Треонін

V: Валін

W: Триптофан

Кодований геном білок за функціями належить до рецепторів клітини-хазяїна для входу вірусу, рецепторів, g-білокспряжених рецепторів, білків внутрішньоклітинного сигналінгу, фосфопротеїнів. 
Задіяний у таких біологічних процесах, як взаємодія хазяїн-вірус, альтернативний сплайсинг. 
Локалізований у клітинній мембрані, мембрані, клітинних контактах, лізосомі, ендосомах.